# Zhu Rong

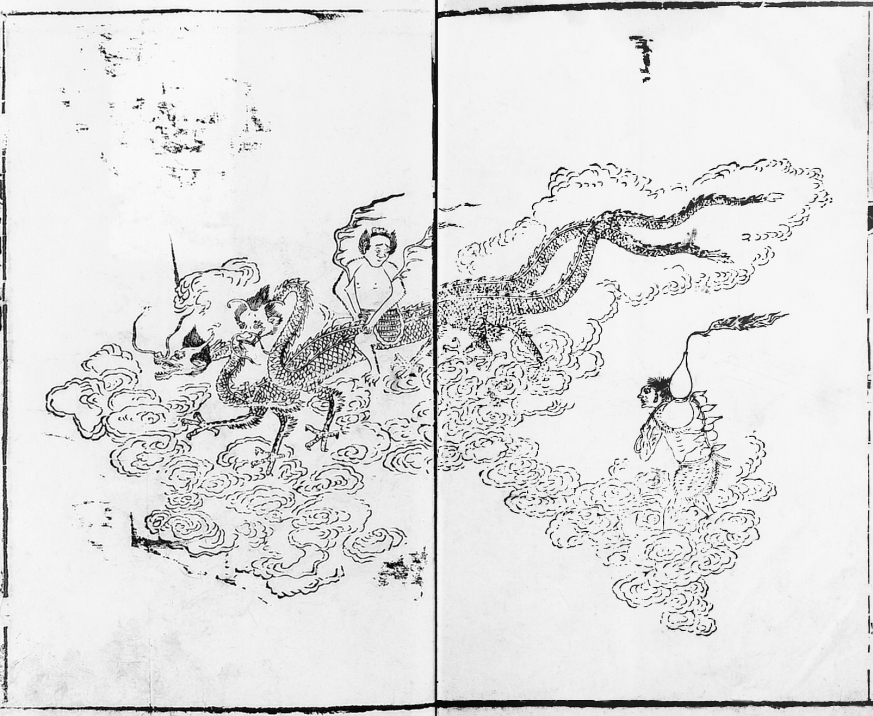
Zhu Rong montando dos dragones, representado en el Clásico de las montañas y los mares, edición de 1597

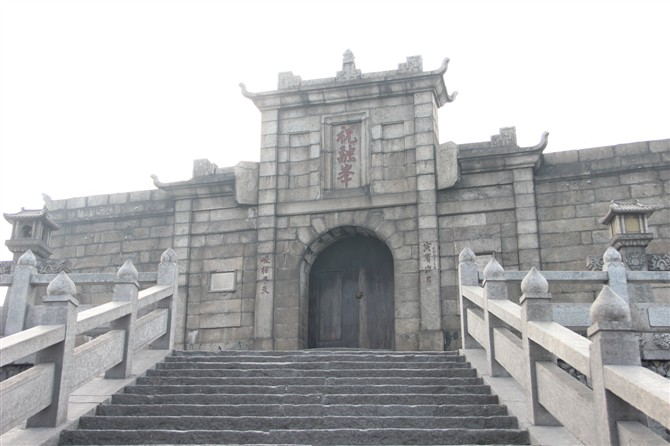
En la provincia de Hunan (China) está el templo de Zhu Rong en la cima del monte del mismo nombre, a 1300 metros de altura.

Zhu Rong (en chino tradicional y simplificado, 祝融; pinyin, Zhù Róng; literalmente, ‘Dios del Fuego’), también romanizado como Zhurong, Zhu Dong o Shangdong, es un personaje importante en la mitología china y en la religión tradicional china. Fue un funcionario del gobierno que ideó un método para hacer fuego entrechocando piedras. A su muerte pasó a ser verenado como el dios del fuego. En la provincia de Hunan (China) están las montañas Heng (Héng Shān) cuyo pico más alto es el nombrado en honor a Zhu Rong, a 1300 metros. La leyenda dice que allí es donde vivió y murió el dios del fuego, Zhu Rong. En la cima está el palacio o el templo de Zhu Rong, una estructura de piedra con tejado de hierro construido durante la dinastía Ming en el periodo Wanli (siglo XIV y XVI).
Según la leyenda popular, Zhu Rong era el dios del fuego y vivía en un palacio en la montaña Kunlun. Envió leña desde el cielo y enseñó a los seres humanos cómo usar el fuego que había creado Suiren. Gong Gong, dios del agua, envidiaba que la gente adorara a Zhu Rong más que a él y envió contra su residencia cuatro lagos y cinco mares, apagando el fuego sagrado. Inmediatamente el mundo quedó a oscuras. Indignado, Zhu Rong montó sobre un dragón de fuego y comenzó a guerrear contra Gong Gong. Este, lleno de ira, golpeó su cabeza contra el monte Buzhou (en chino tradicional y simplificado, 不周山; pinyin, Bùzhōu shān), uno de los pilares de la tierra, que posteriormente repararía Nüwa.
El Shanhaijing da genealogías alternativas para Zhu Rong, incluida la descendencia tanto del Emperador Yan como del Emperador Amarillo. Algunas fuentes como el poema Preguntas al cielo de Qu Yuan (siglo IV a. C.) asocian a Zhurong con algunos de los principales mitos tempranos y antiguos de China, como los de Nüwa (Nüwa repara los cielos), Gong Gong y el mito catastrófico del gran diluvio o inundación. En el pasado se creía que la mitología china era, al menos en parte, un registro fáctico de la historia. Así, en el estudio de la cultura china, muchas de las historias que se han contado o escrito sobre personajes y sucesos del pasado tienen una doble tradición: una mitológica y otra más cercana a la realidad. 
Esto también es cierto en el caso de Zhu Rong. En las Memorias históricas (también traducido como Recuerdos del gran historiador) de Sima Qian, Zhu Rong es retratado como una persona real, con un cargo del gobierno como Ministro del Fuego. Se decía que Zhu Rong era el hijo de Gaoyang (también que tuvo un hijo, Gun, que engendró a Yu el Grande. El clan imperial de la dinastía Qin también afirmó descender a través de Gaoyang (aunque no Zhu Rong). También se afirmó que Zhurong era un antepasado de los ocho linajes de las familias reales del estado Chu.